# بيلي كوري
بيلي كوري (بالإنجليزية: Billy Currie)‏ هو ملحن وموسيقي بريطاني، ولد في 1 أبريل 1950 في هدرسفيلد في المملكة المتحدة.

## وصلات خارجية
- الموقع الرسمي
- بيلي كوري على موقع IMDb (الإنجليزية)
- بيلي كوري على موقع ميوزك برينز (الإنجليزية)
- بيلي كوري على موقع أول ميوزيك (الإنجليزية)
- بيلي كوري على موقع ديسكوغز (الإنجليزية)
- بيلي كوري على موقع كينوبويسك (الروسية)